# Geschützter Landschaftsbestandteil Hohlweg westlich Udorf
Der Geschützte Landschaftsbestandteil Hohlweg westlich Udorf mit 1,06 ha Flächengröße liegt im Stadtgebiet von Marsberg westlich von Udorf im Hochsauerlandkreis. Das Gebiet wurde 2008 mit dem Landschaftsplan Marsberg durch den Kreistag des Hochsauerlandkreises als Geschützter Landschaftsbestandteil (LB) ausgewiesen. Das LB beginnt direkt am Dorfrand von Udorf. Der LB ist sonst umgeben vom Landschaftsschutzgebiet Freiflächen westlich Udorf.

## Beschreibung
Der Landschaftsplan führt zum LB aus: „Es handelt sich um einen bis zu 5 m eingetieften und rd. 300 m langen Hohlweg unmittelbar am westlichen Ortsausgang von Udorf, der nach Westen hin mit ansteigendem Gelände an Tiefe verliert. Er wird – im Gegensatz zu den Hohlwegen um Leitmar – noch als (asphaltierte) Wegeverbindung genutzt. Die Böschungen sind etwa 60° steil geneigt. Während an der südlichen Hangseite nur ein relativ lückiger Gehölzbewuchs entwickelt ist, weist der nördliche Anschnitt eine dichtere Bestockung auf, deren Alter zur Böschungsoberkante hin zunimmt. Hier dominieren alte Feldahorn- und Weißdornsträucher die ansonsten recht zahlreichen Gehölzarten. Insgesamt stellt das Schutzobjekt ein kulturhistorisch und landschaftsästhetisch wertvolles Element der Kulturlandschaft dar.“

## Schutzzweck
Die Ausweisung als LB erfolgte:
- Zur Erhaltung, Entwicklung oder Wiederherstellung der Leistungs- und Funktionsfähigkeit des Naturhaushaltes
- Zur Belebung, Gliederung oder Pflege des Orts- und Landschaftsbildes
- Zur Abwehr schädlicher Einwirkungen

Das LB stellt, wie die anderen LBs im Landschaftsplangebiet, einen herausragenden Lebensraum für die ökologischen Leistungsfähigkeit des Naturhaushaltes dar. Dient ferner als landschaftsgliederndes und -belebendes Element. Die Ausweisung dient der Abwehr realer oder potenzieller schädlicher Einwirkungen durch Pflanzenentnahme, Relief- oder Gewässerveränderungen usw.